# 南平田村
南平田村（みなみひらたむら）は、かつて山形県飽海郡にあった村。

## 沿革
- 1876年（明治9年）4月15日 - 山楯興野村が山楯村に合併する[1]。
- 1889年（明治22年）4月1日 - 町村制施行に伴い飽海郡飛鳥村、砂越村、山楯村、三之宮村、郡山村、堀野内村、石橋村、山谷村、山谷新田村、桜林村、桜林興野村、泉興野村、天神堂村、中野目村、楢橋村が合併し、南平田村が発足[2]。
- 1894年（明治27年）10月22日 - 庄内地震により村内86人死亡、470戸が全壊[3]。
- 1919年（大正8年）5月1日 - 中平田村との境界変更[4]。
- 1936年（昭和11年）5月30日 - 大字砂越と余目町・新堀村との境界を変更[5]。
- 1954年（昭和29年）8月1日 - 飽海郡田沢村、北俣村と合併し、平田村となり消滅[6]。

## 行政

### 村長
| 代   | 氏名               | 就任年月               | 退任年月日                | 備考         |
| ---- | ------------------ | ---------------------- | ------------------------- | ------------ |
| 1    | 渡辺九十九         | 1889年（明治22年）4月  | 1901年（明治34年）        | 南平田村発足 |
| 代理 | 阿部長太・斎藤住吉 | 1902年（明治35年）     | 1903年（明治36年）5月     | 助役         |
| 2    | 小野寺順太         | 1903年（明治36年）6月  | 1910年（明治43年）2月     |              |
| 3    | 高橋匠蔵           | 1910年（明治43年）     | 1912年（大正元年）10月    |              |
| 代理 | 佐藤惣右衛門       | 1912年（大正元年）10月 | 1913年（大正2年）4月      | 助役         |
| 4    | 小野寺栄七         | 1913年（大正2年）4月   | 1914年（大正3年）4月      |              |
| 代理 | 佐藤惣右衛門       | 1914年（大正3年）4月   | 1914年（大正3年）9月      | 助役         |
| 5    | 斎藤岩吉           | 1914年（大正3年）9月   | 1920年（大正9年）11月     |              |
| 6    | 小野寺棣三郎       | 1921年（大正10年）1月  | 1945年（昭和20年）10月    |              |
| 7    | 小野寺監吾         | 1946年（昭和21年）1月  | 1951年（昭和26年）6月     |              |
| 8    | 渡部登八郎         | 1951年（昭和26年）7月  | 1954年（昭和29年）7月31日 | 南平田村廃止 |

### 水道事業
この項目の出典：
村営で簡易水道を設置していた。水源は地下水。給水人口は1954年時点で544人。

## 地名
小字の出典は『山形県地名録』276-277頁による。

### 大字飛鳥
小字：飛鳥・大林・大道端・堅田・神内（）・契約場・腰巻・田中・堂之後・中島・八牧田・林内・宝永新田・八乙女・矢舞台・湯之尻・割前

### 大字石橋
小字：石橋・上新田・堰迎（）・前田・早稲田

### 大字泉興野
小字：泉興野・フケ・村前畑・元屋敷

### 大字郡山
小字：郡山・上台・切添・サビ・花ツミ田・村北・村立

### 大字桜林
小字：桜林・惣田・村西

### 大字桜林興野
小字：桜林興野・大割・片田・東田

### 大字砂越
小字：砂越・大坪・大野下・大野下川原・大野中川原・粕町・堅田・上川原・元祿畑・小形・小楯・小屋ノ前・砂利柳・蛇尾（）・楯之内・中島・中内・谷地割・柳田

### 大字三之宮
小字：三之宮・深田・村上

### 大字天神堂
小字：天神堂・大坪・カツギ田・フケ

### 大字中野目
小字：中野目・壱本柳・岡舞台・上大林・下大林・上楯野・下楯野・北田・北谷地・三之宮西・草海（）・西田・東田・耳通・屋敷西・割前

### 大字楢橋
小字：楢橋・荒町・榎畑・大林・大柳・上川原・下川原・玉之池・新山・新山前新田・新山下新田・ヒヤガリ・山本

### 大字堀野内
小字：堀野内・沖・切添・サウミ・北田・南田

### 大字山楯
小字：山楯・沖フケ・北山・北山添・塩カラ田・清水田・堰中添・山下

### 大字山谷
小字：山谷・内山・上川原・中川原・下川原・沢入・西沢入・滝谷・堤廻・寺田・西山・三ヶ沢

### 大字山谷新田
小字：山谷新田・大沢・金谷・山海・下川原・鷹尾山・西沢

## 人口
1950年国勢調査による。世帯数および人口は、飽海郡の町村では遊佐町に次いで2番目に多い。
- 世帯数：958戸
- 人口：5,722人
- 人口密度：270人/km2
- 男女比：女性100人に対し男性96.8人

## 産業
農業戸数は1953年時点で599戸、うち専業農家は272戸であった。米の年間収穫高は1939年で1,076,098円であり、飽海郡の中では最も高かった。

## 教育

### 小学校
1953年時点
- 学校数：本校1校、分校2校
- 学級数：23組
- 児童数：824人

### 中学校
1953年時点
- 学校数：1校
- 学級数：9組
- 生徒数：364人

### 図書館
- 南平田文庫[13]

## 交通

### 鉄道
- 羽越本線：砂越駅